# Stephens Motor Car Company
Die Stephens Motor Car Company war ein US-amerikanischer Automobilhersteller, der von 1922 bis 1924 die Produktion des 1916 von der Moline Plow Company eingeführten Stephens-Automobils fortsetzte. Das Unternehmen wurde seit 1918 von John North Willys kontrolliert, der es jedoch nicht in Willys-Overland, sondern den Willys-Konzern integrierte. Die Personenwagen dieser Marke gehören der damaligen Oberklasse an, mussten zeitweilig zu Preisen der oberen Mittelklasse verkauft werden. Zeitweilig wurde das Unternehmen von John North Willys kontrolliert, der sich aber nicht aktiv an der Geschäftsführung beteiligte. Der Markenname war Stephens; zum anderen Hersteller von Automobilen gleichen Namens wie dem britischen Stephens (1898) besteht keine bekannte Verbindung.

## Unternehmensgeschichte

### Vorgeschichte: Moline Plow Company
Die Moline Plow Company entstand 1870 aus der Candee & Swan Implement Company in Moline (Rock Island County, Illinois). Das Unternehmen spezialisierte sich auf die Produktion von Pflugscharen und anderem Gerät für die Landwirtschaft und erwarb sich einen guten Ruf. Ein zweites Standbein waren Pferde-Buggies. 1882 erwarb der Vizepräsident der Gesellschaft, George W. Stephens, die Mehrheit an der Unternehmung. Unter seiner Leitung entwickelte sich das Unternehmen zu einem bedeutenden regionalen Anbieter und wuchs auch durch die Übernahme kleinerer Konkurrenzbetriebe.

### Motorfahrzeuge

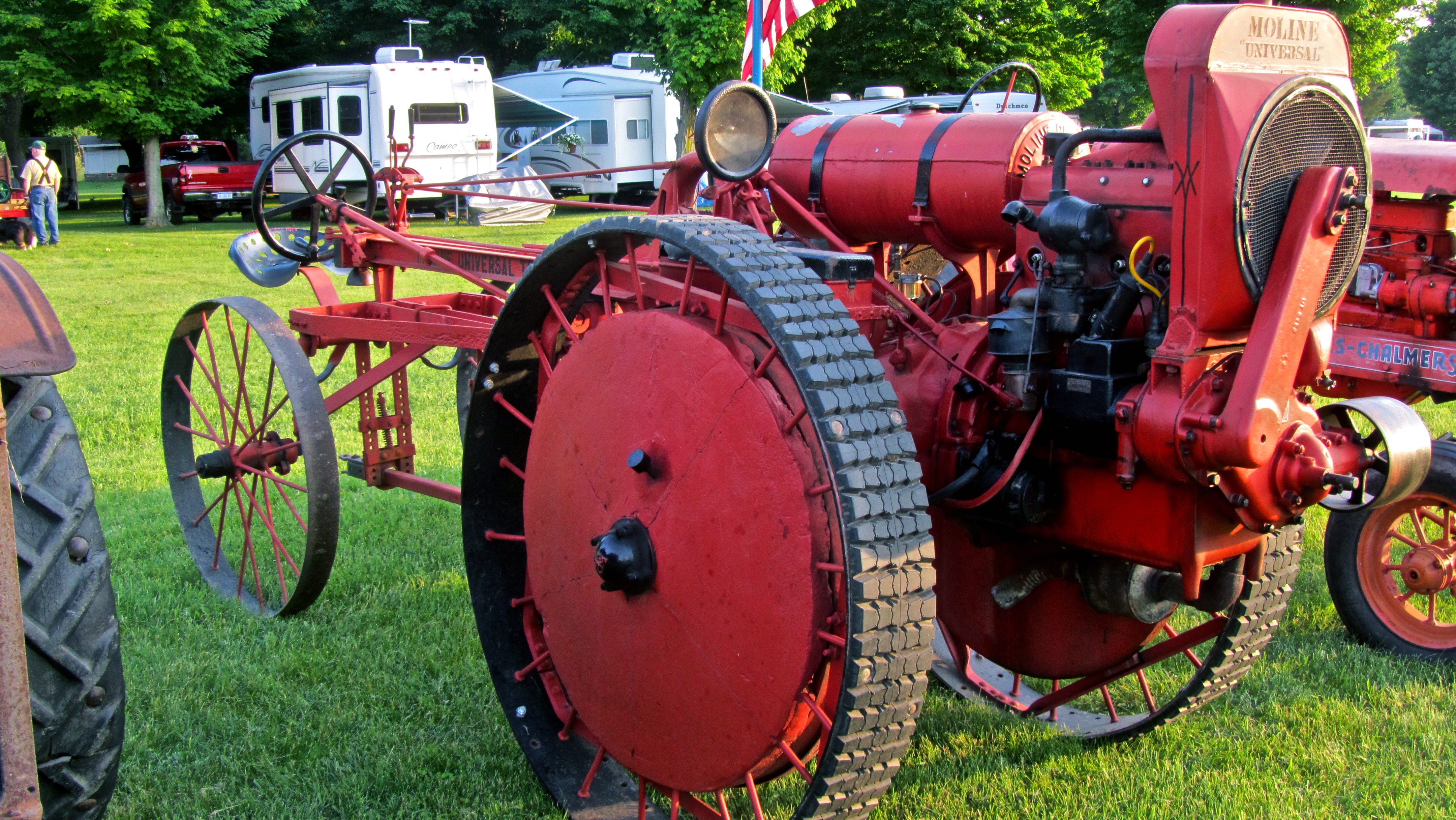
Moline Universal Traktor in der ab 1918 gebauten Vierzylinder-Ausführung Model D

1915 wurde der erste Motorpflug gebaut. Im gleichen Jahr wurde mit Universal Tractors auch ein Traktorenhersteller übernommen. Als Moline Universal wurde er bis 1923 gebaut. Ebenfalls um diese Zeit begann die Entwicklung eines Mittelklassewagens mit dem der Betrieb besser ausgelastet werden sollte. Eine Verbindung zur 1904 gegründeten Moline Automobile Company besteht indes nicht. Traktoren- und Automobilbau waren voneinander unabhängig.

### Stephens Motor Branch

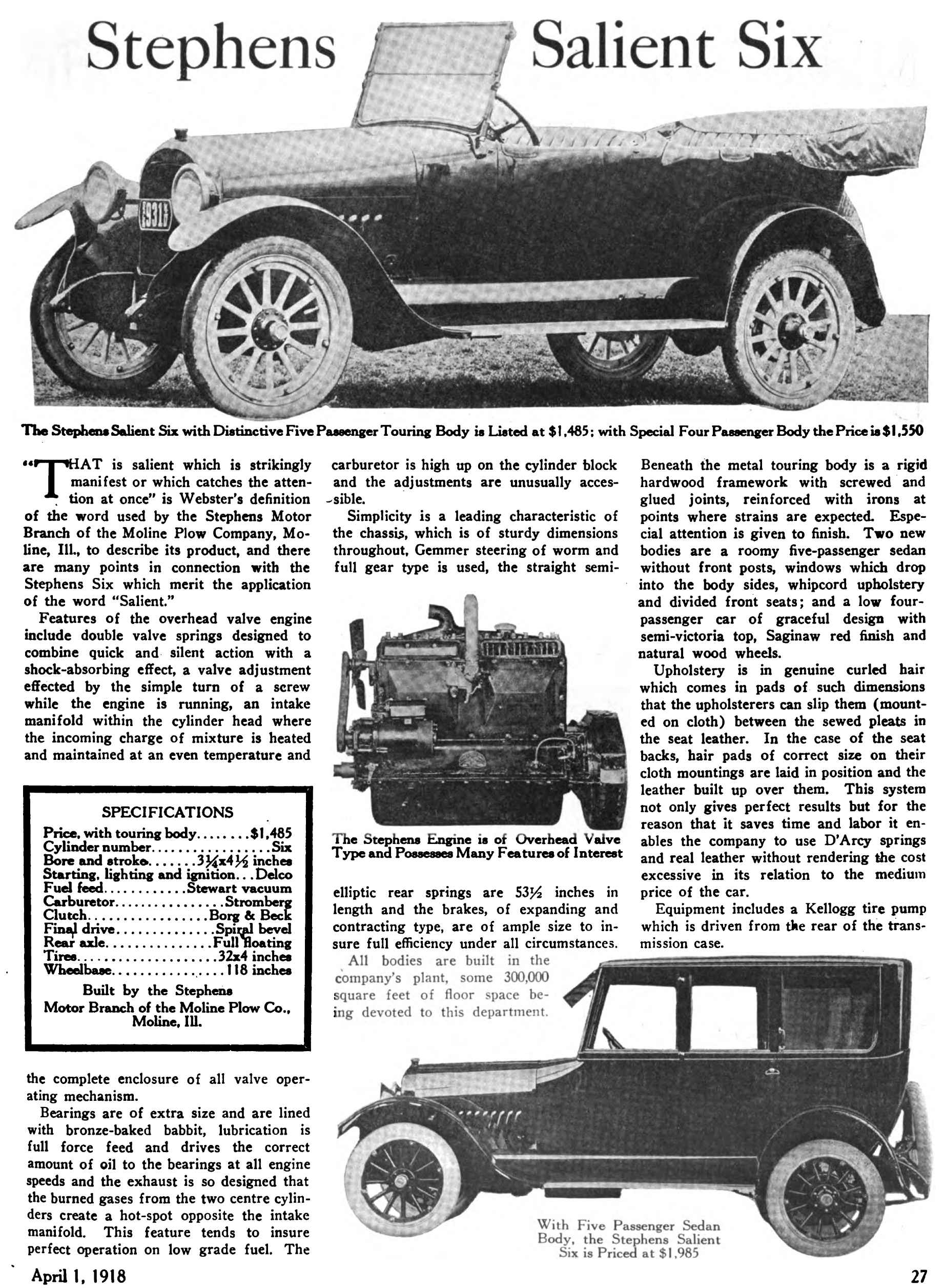
Stephens Salient Six in der Fachzeitschrift Horseless Age, 1. April 1918. Gezeigt wird auch der neue Sedan der Serie 70

Den Automobilbau ging man bescheiden an und vor allem aus der Notwendigkeit heraus, die Produktion zu diversifizieren und damit einen Rückgang in der Landmaschinenherstellung aufzufangen. Dies wurde auch ganz offen nach außen kommuniziert. Dazu wurde Ende 1915 die Tochtergesellschaft Stephens Motor Branch eingerichtet; deren Geschäftsführer wurde Matthew A. Steele, der bereits Erfahrungen mit dem Bau von Kutschen gesammelt hatte. Er organisierte Räumlichkeiten, Maschinen und Einrichtung für die Produktion. Zum Team gehörte ferner der Chefingenieur John T. Trumble, der diese Position bereits bei zwei in Flint (Michigan) ansässigen Autobauern innegehabt hatte, der Monroe Motor Company und der Chevrolet Motor Company (die zu diesem Zeitpunkt noch nicht zu General Motors gehörte). Vervollständigt wurde die Belegschaft durch den Chefzeichner John A. Holden und die Stenografin Mrs. Tice. Für den Entwurf des Automobils zeichnete der erfahrene Ingenieur Edward T. Birdsall verantwortlich. Dieser war Gründungsmitglied und erster Sekretär der Society of Automobile Engineers (SAE) gewesen und verantwortlich für eine Reihe von Konstruktionen für verschiedene Hersteller. Zuletzt hatte er für das Automobil-Unternehmen des Patentanwalts George Baldwin Selden, die Selden Motor Vehicle Company in Rochester (New York), einen Vierzylinder-Personenwagen entwickelt.
Stephens Automobile und insbesondere der Salient Six galten als Qualitätsprodukte. Es gibt Quellen, die den Markennamen herleiten vom Inhaber von Moline Plow, George W. Stephens, andere beziehen ihn auf seinen Sohn und Nachfolger als Präsident, G. A. Stephens. Die Bezeichnung Stephens Motor Branch findet sich nur in frühen Anzeigen; ab spätestens 1919 wurde als Name Stephens Motor Works verwendet.
Im Februar 1916 erhielt Stephens zwei bei einem Spezialbetrieb in Detroit nach Birdsalls Vorgaben hergestellte Fahrgestelle zur Erprobung. Eines davon war möglicherweise mit einem Vierzylindermotor ausgestattet; eine solche Version ging jedoch nicht in Serie. Bereits im März 1916 zog das Unternehmen nach Freeport (Illinois) um, wo Moline Plow die ehemaligen Anlagen des Kutschen- und Fuhrwerkherstellers John W. Henney & Co. übernommen hatte. Die Anlagen eigneten sich auch für den Bau von Karosserien, die Stephens selber anfertigte. Nicht belegt aber wahrscheinlich ist, dass Stephens auch Fremdfahrzeuge karossierte. Es scheint, dass viele frühere Henney-Angestellte zu Stephens wechselten, so auch der Bürochef Preston A. Boyd (1892–1959); dieser ging nach der Schließung von Stephens wieder zurück zu Henney und wurde dort Vizepräsident und Verkaufsleiter.
Die Produktion lief noch 1916 für das Modelljahr 1917 an. Einziges Modell war zunächst der Stephens Six Series 60 mit einem Sechszylindermotor Continental Model 7W. Er war zunächst nur als Touring lieferbar. Um den Jahreswechsel 1916/1917 folgte eine Variante als Roadster. Beide kosteten nur US$ 1150, obwohl ihre Karosserien in Handarbeit entstanden. Preislich in der Mittelklasse angesiedelt, war dies ein sehr attraktives Angebot, doch die niedrigen Preise ließen sich auf Dauer nicht halten. Ein äußerlich wenig veränderter Nachfolger erschien im August 1917 als Salient Six Series 70. Das neue Modell war etwas länger und hatte einen obengesteuerten Sechszylinder von R & V. Der Roadster und der erste geschlossene Stephans, ein 5-sitziger Sedan, wurden nur im Modelljahr 1918 angeboten; beide erschienen jedoch 1920 in der Serie 80 wieder. Stattdessen gab es 1919 einen viersitzigen Touring mit gehobener Ausstattung als Vorläufer des attraktiven Foursome-Phaeton. Der Preis für einen 5-sitzigen Touring in Basisausstattung stieg auf US$ 1485.

### Willys

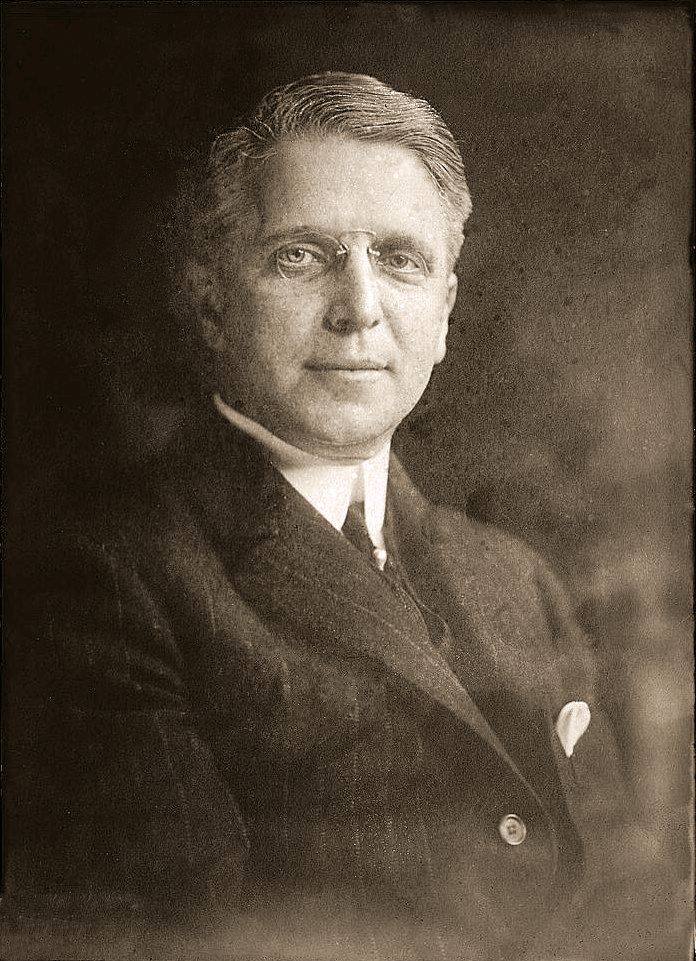
John North Willys (Aufnahme von 1917)

John North Willys von Willys-Overland übernahm im September 1918 51 % der Muttergesellschaft Moline Plow und kontrollierte damit auch die Stephens Motor Branch. Als Präsident und General Manager für Moline Plow folgte Frank G. Allen auf George Peek. Willys integrierte das Unternehmen aber nicht in seinem Willys-Overland-Konzern. Bei Moline Plow behielten etwa 80 % der leitenden Angestellten ihre Positionen und auch in der Leitung der Stephens Automobile Branch änderte sich wenig.
Der Salient Six gehörte in die damalige Obere Mittelklasse und war dort ein attraktives Angebot. Das Fahrzeug blieb während seiner ganzen Produktionszeit technisch nahezu unverändert; die bedeutendste Anpassung nach dem Besitzerwechsel betraf die Ausweitung des Karosserieangebots auf drei Touring mit 4, 5 oder 6 Sitzen und eine viersitzige Victoria, womit ein Touring mit besserem Wetterschutz gemeint war. Der Roadster entfiel, die Preise stiegen auf US$ 1675.- bis 1975.-.
Die Moline Plow Company kaufte 1920 mit Root & Vandervoort ihren mit Abstand bedeutendsten Motorenlieferanten. Dieses Unternehmen hatte zuletzt bis zu 80 % seines Umsatzes mit Moline Plow-Aufträgen erwirtschaftet.
Für den von 1920 bis 1922 gebaute Salient Six Serie 80 gab es erneut einen längeren Radstand und ein überarbeitetes Lieferprogramm, das neben zwei Roadstern (je US$ 1975.-) und einem Touring (US$ 2050.-) erstmals auch geschlossene Aufbauten umfasste. Das 3-sitzige Coupé und der 5-sitzige Sedan kosteten je US$ 3050.-. Das Coupé wurde nur 1920 angeboten.
Bereits im Herbst 1920 war es bei Stephens zu einem Verkaufsseinbruch gekommen, auf den das Werk mit Preisnachlässen auf unverkauften Lagerfahrzeugen reagierte. Die Modelle für 1921 wurden teurer: US$ 2400.- für die offenen Ausführungen und US 3400.-- für den nun 6-sitzigen Sedan. Das Coupé entfiel. Es ist nicht mehr festzustellen, ob dahinter ein Marketingkonzept steckte oder ob das Management unter schierem Kostendruck handelte, doch der Versuch, das Fahrzeug nur über Preisanhebungen in der Oberklasse zu etablieren, schlug deutlich fehl. Unterscheidungsmerkmal ab 1921 ist ein neues, viereckiges Logo an der Kühlermaske. Es zeigt im oberen Teil den Buchstaben „S“ als stilisierten Blitz und unten den Schriftzug Stephens.

### Moline Implement Company
John Willys geriet kurz nach der Übernahme von R&V in ernsthafte Finanzprobleme, die durch eine Überschuldung seiner an sich rentablen Unternehmen zurückzuführen war. Er hatte zu groß investiert und dazu hohe Kredite aufgenommen. Als ein Arbeitskampf ausbrach und eine kurze aber heftige Rezession einsetzte, war er gezwungen, eine Sanierung des Willys-Overland Konzerns zuzulassen. Sie wurde vom früheren General-Motors-Vizepräsidenten und Buick-Chef Walter P. Chrysler sehr erfolgreich durchgeführt. Willys war jedoch gezwungen, sich von großen Teilen seines Konzerns zu trennen. Dazu gehörte auch die Moline Plow Company (die ihrerseits Absatzprobleme hatte) samt ihren Töchtern R & V und Stephens. Wahrscheinlich kam es im Nachgang zu diesem Besitzerwechsel zur Reorganisation als Moline Implement Company. Peeks Nachfolger als Präsident und General Manager wurde Frank G. Allen (1858–1940), der diese Position viele Jahre innehatte.

### Stephens Motor Car Company

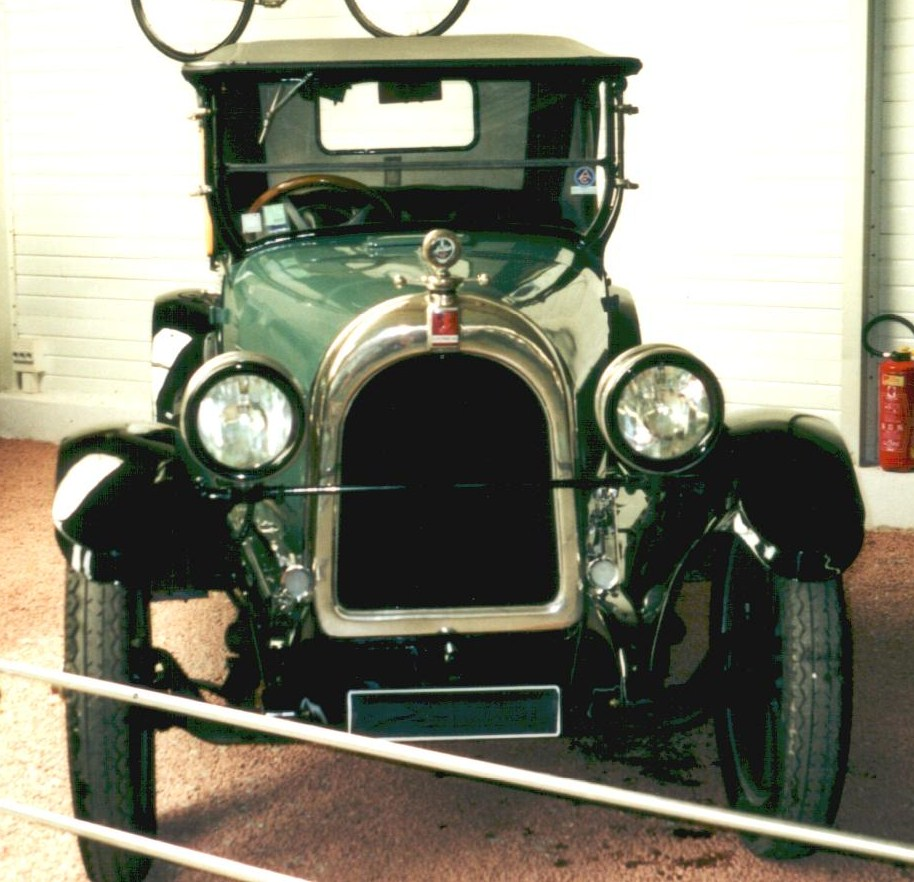
Stephens Salient Six Series 90 Roadster (1922)

Im Zuge der genannten Umstrukturierung wurde die Stephens Motor Branch 1922 als Stephens Motor Car Company verselbständigt. Wie das neue Unternehmen finanziert wurde, ist unklar. Moline Plow hatte jedoch angekündigt, sich auf das Kerngeschäft Landmaschinenbau konzentrieren zu wollen. In der Geschäftsführung scheint es kaum zu Veränderungen gekommen zu sein, was auf ein Management Buy Out hinweisen könnte.
Der Stephens Salient Six Series 90 für das Modelljahr 1922 war technisch kaum verändert. In seinem letzten Produktionsjahr erhielt er allerdings die meisten Karosserievarianten. Die Preise wurden drastisch gekürzt und es gab von einigen Modellen sportlichere Varianten mit Trittstufen anstelle von durchgehenden Trittbrettern und wahlweise Drahtspeichenräder oder modische Vollscheibenräder. Das so entstandenen Foursome-Phaeton und Roadster gelten als die attraktivsten Stephens.
Für 1923 gab es die erste und einzige Modellpflege für den Stephens. Die Bezeichnung Salient Six entfiel; die neuen Modelle wurden als Six (1923) resp. 6-20 (1924) vermarktet. Der Motor leistete nun 59 bhp (44 kW) bei 2750/min und es gab, wenigstens 1923, die Wahl zwischen zwei Radständen mit 117 Zoll (Series 10, 2972 mm) resp. 124 Zoll. (Series 20, 3150 mm). Series 10 erhielt einen „Spitzkühler“ im Stil des deutschen Benz, Series 20 eine Maske, die vom Salient Six abgeleitet war und etwas an Reo erinnerte. 1924 wurde sie mit dem baugleichen 6-20 fortgeführt, Series 10 entfiel. Die Automobilproduktion endete noch in der ersten Jahreshälfte 1924 ganz. Henney kaufte zum Jahresende seine alten Anlagen zurück und produzierte dort bis 1954 Automobilkarosserien, überwiegend Ambulanzen und Bestattungswagen.
1929 ging Moline Implement in einer Fusion mit der Minneapolis Steel & Machinery Company (Twin City-Traktoren) und der Minneapolis Threshing Machine Company  in der Minneapolis-Moline Implement Company auf. Diese wurde 1963 von White übernommen; der Markenname Minneapolis-Moline (M-M) wurde 1974 eingestellt.

## Markt

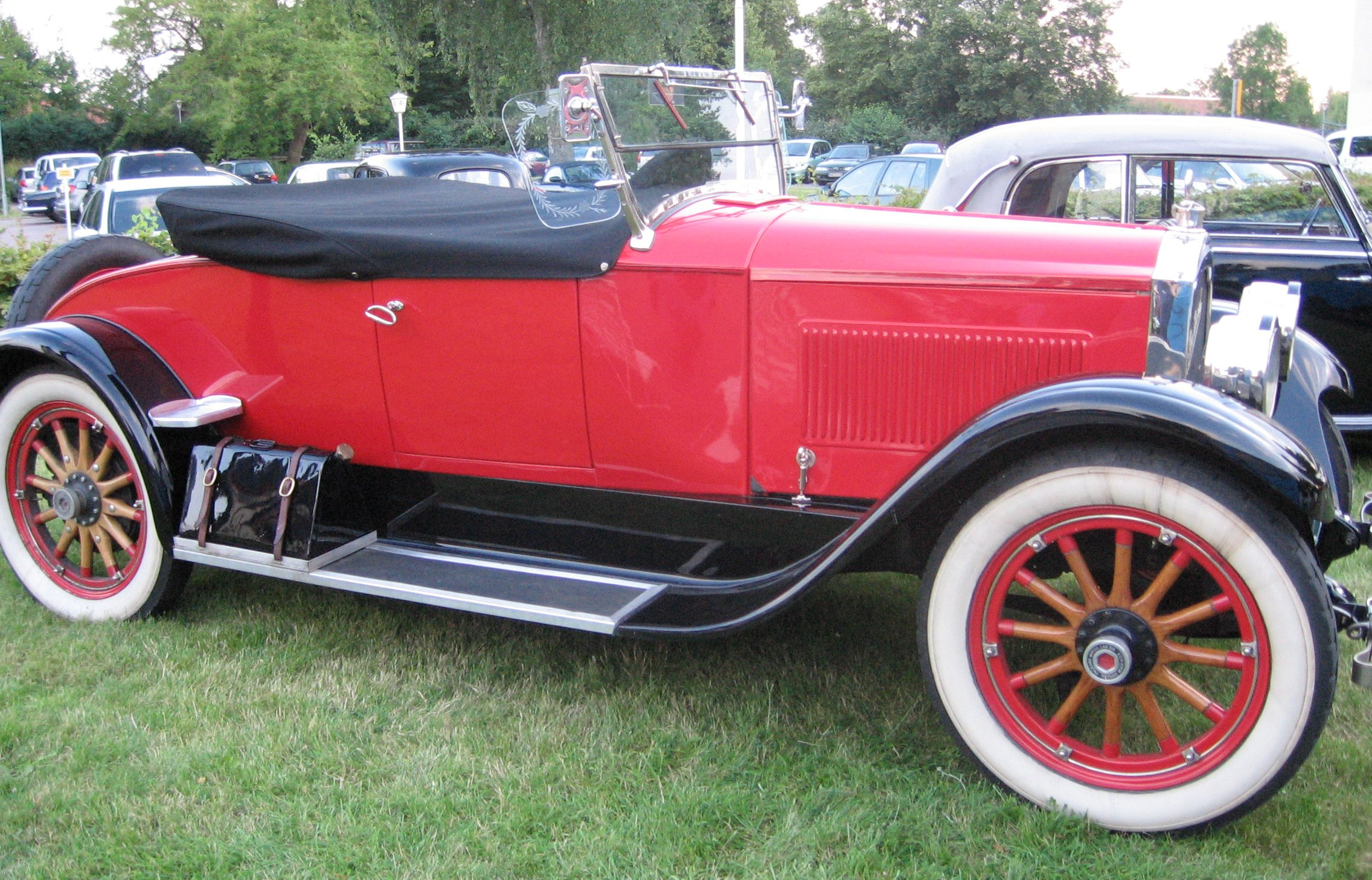
In der Oberklasse kam man kaum am Packard Single Six vorbei, hier als Runabout Modell 133 (1922)

Der Automobilmarkt wurde in den frühen 1920er Jahren vom Ford Modell T in einer beispiellosen Weise dominiert. 1920 kostete ein Touring kostete US$ 575; 1924 gab es 122 Autobauer in den USA. Die größten sechs bauten nicht weniger als 85 % aller Neuwagen und der mit weitem Abstand bedeutendste davon war Ford mit einem Gesamt-Anteil von 55 %. Anders ausgedrückt: Jedes zweite in den USA hergestellte Auto war ein Modell T.
Eher regional tätige Automobilhersteller waren in den Jahren vor 1930 keine Seltenheit; vielen der kleinen Produzenten fehlten die finanziellen Mittel um eine nationale oder gar internationale Verkaufsorganisation aufzubauen und zu unterhalten. Stephens gehörte mit einem meist vierstelligen Jahresausstoß zu den größeren von ihnen. Der Exportanteil dürfte winzig gewesen sein, was auch erklärt, dass die Marke in Europa praktisch unbekannt ist. Dennoch waren der Six in der damaligen Mittelklasse und der Salient Six in der oberen Mittelklasse konkurrenzfähige Angebote. Positiv wirkten sich das professionelle Management aus und ein seriös konstruiertes wie auch solide gefertigtes Fahrzeug mit einer Karosserie von überdurchschnittlicher Qualität.
Die ersten Fahrzeuge wurden 1916 fertiggestellt aber dem Modelljahr 1917 zugeordnet. Die Preise von je US$ 1150 für die beiden Varianten mit Continental-Motor waren sehr attraktiv. Leider schlugen sich Produktverbesserungen wie der Motor mit hängenden Ventilen, längere Fahrgestelle und mehr Karosserievarianten in deutlich höheren Preisen nieder.

### Positionierung

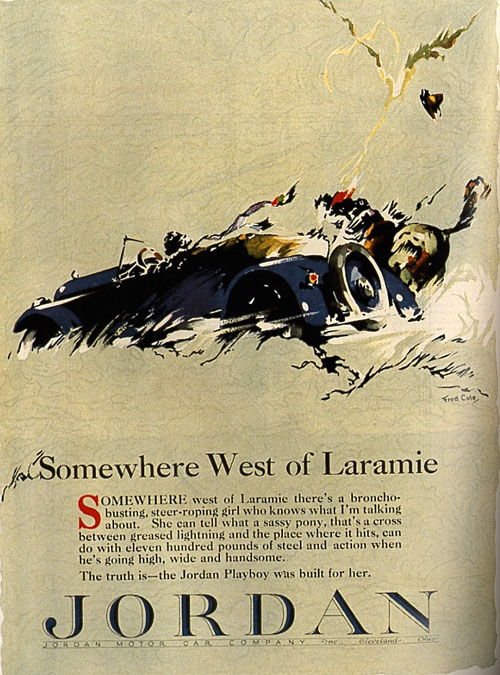
Mit Anzeigen wie „Somewhere West of Laramie“ („Irgendwo westlich von Laramie“, 1923) verkaufte Jordan sein ähnliches Produkt wie Stephens

Ein Stephens kostete etwa halb so viel wie ein Du Pont, Pierce-Arrow, Packard Twin Six, Lincoln, Locomobile oder Duesenberg Modell A. Vergleichbare Fahrzeuge zu tieferen Preisen waren u. a. der Chalmers, Chandler Hudson, Jackson, Jeffery (ab 1917 Nash), Oldsmobile, Reo oder Studebaker.
Noch in Stephens Reichweite gab es eine ganze Reihe von Mitbewerbern: Cadillac, Cole, Daniels, Lexington, Moon, Peerless oder gegen Ende der Produktionszeit zunehmend der Packard Single Six. Die Verkaufszahlen für den vergleichbaren aber teureren Jordan schnellten 1918 nach oben (über 8000 Einheiten), nachdem er den gleichen Continental-Sechszylinder erhalten hatte, Stephens gerade erst aufgegeben hatte. Die Ursache dürfte auch mit dem eher altbackenen Marketing bei Stephens zusammenhängen.
Ein Lincoln Modell L Touring – ein V8-Modell der obersten Preisklasse – kostete bei der Markteinführung der Marke 1921 ab US$ 4600. In einer Zeit, in der in dieser Preisklasse zunehmend V8-Motoren angeboten wurden, etwa von Cadillac, Cole, Daniels, Jackson, Peerless oder Oldsmobile, war es zunehmend von Nachteil, das Auto einen „offensichtlichen Sechszylinder“ („Salient Six“) zu nennen.
Der Stephens wurde in eine Marktnische konzipiert, die zukunftsträchtig war. Das hatten auch die zahlreichen Mitbewerber erkannt, und viele Mittelklassenhersteller produzierten Spitzenmodelle, die ebenfalls an der Oberklasse ritzten. zu den heute noch bekannten gehören etwa Buick, Oldsmobile oder Studebaker. Traditionelle Luxuswagenhersteller wie Packard begannen „von oben“ günstigere Modelle anzubieten, Peerless verlegte sich ganz auf dieses Segment. 1924, im Jahr des Verschwindens des Stephens vom Markt, demonstrierte die neu gegründete Chrysler Corporation eindrücklich, dass es in diesem Preissegment ein großes Marktpotential gab: Der Sechszylinder Chrysler B-70 erlebte die für Jahrzehnte erfolgreichste Markteinführung eines neuen Modells.

#### Einige Vertreter der US-Oberklasse

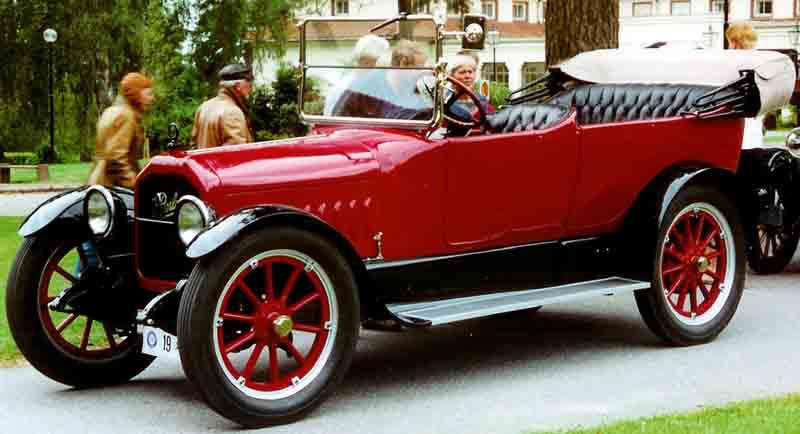
Peerless Modell 56 7-passenger Touring (1917) zu US$ 1995.-
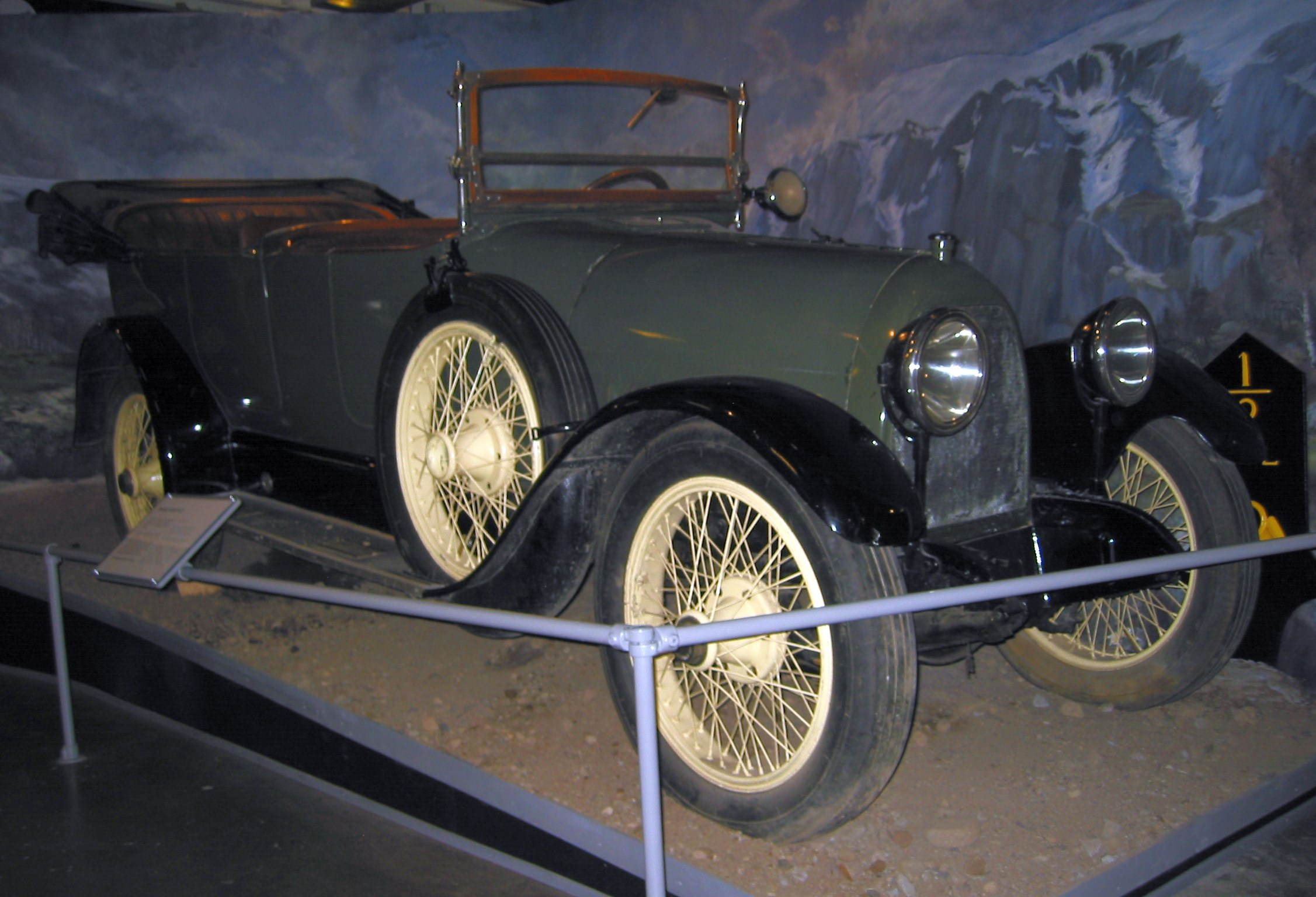
Daniels Modell A Touring (1917). Ein V8 mit 72 bhp für US$ 2350
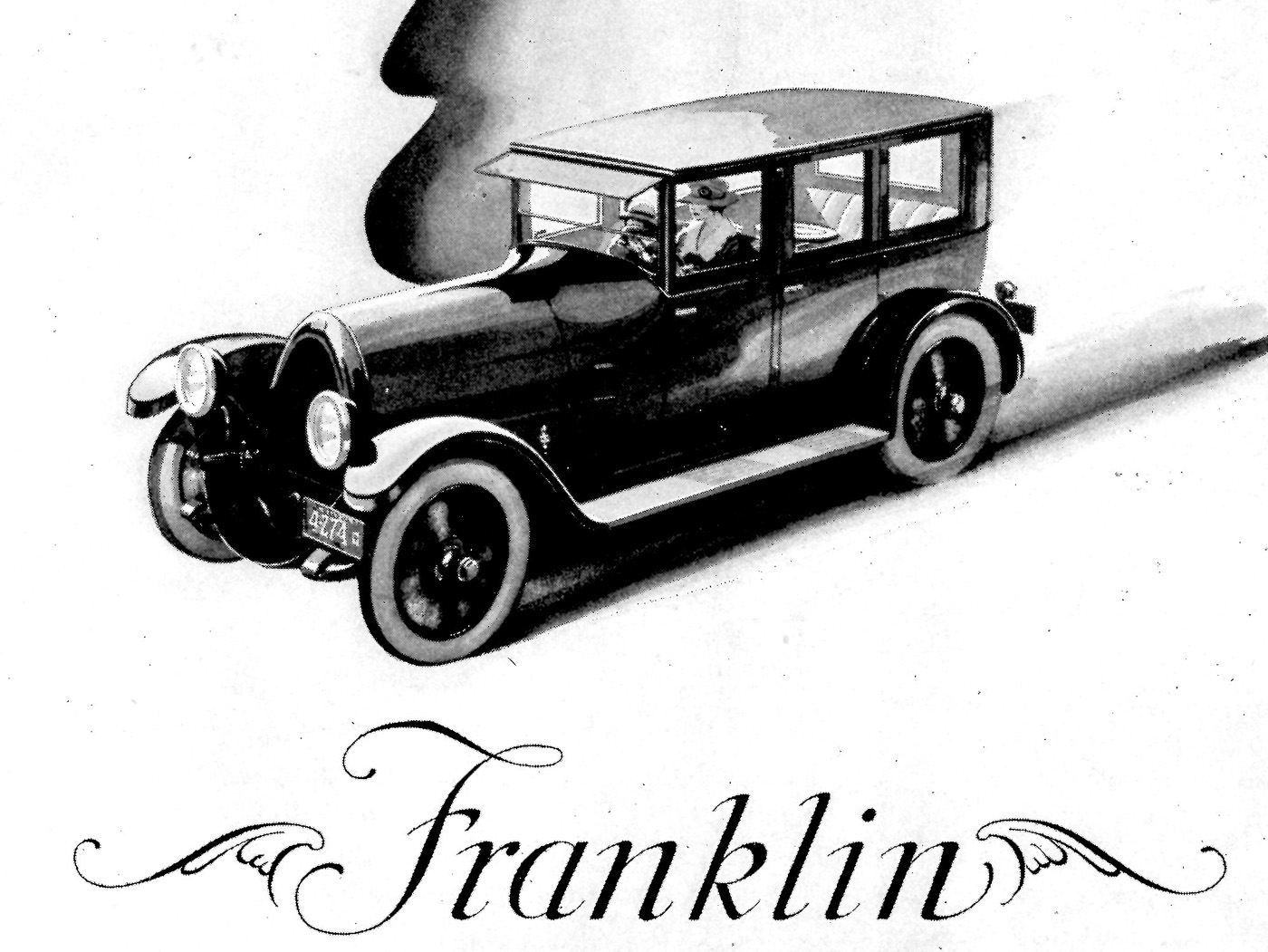
Werbung für den Franklin Modell 9-B mit luftgekühltem Sechszylindermotor (1921). Der Sedan kostete US$ 3600.
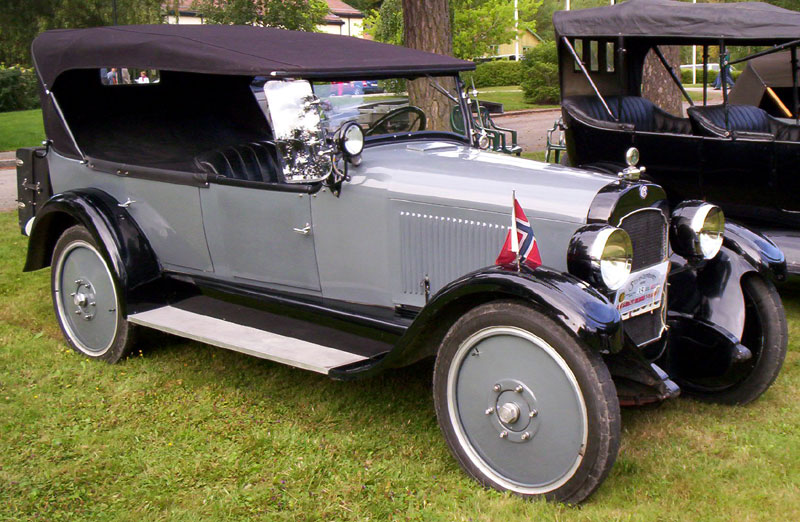
Chalmers Six Touring (1922) zu US$ 1295.-(5 Pl.) − 1395.- (7 Pl.)
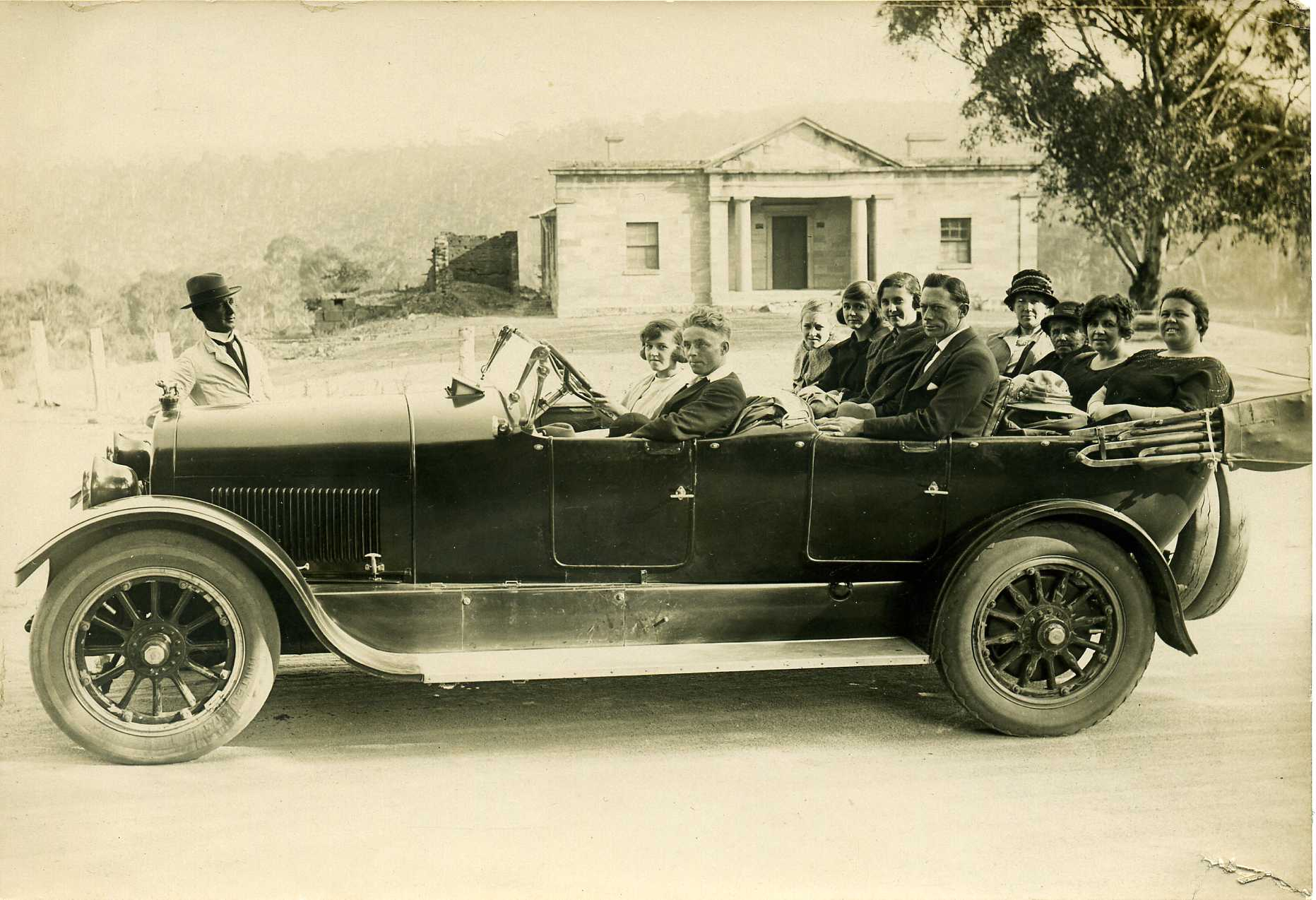
Cadillac Type 61 (V8) 7-passenger Phaeton (1922)
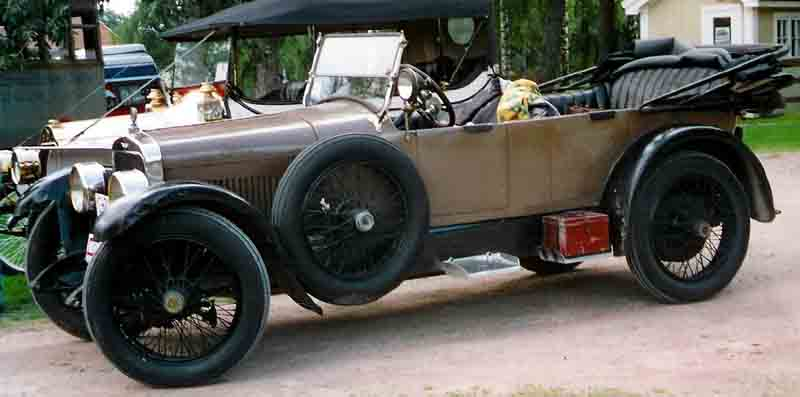
Von Harry C. Stutz gebauter HCS Series 4 Type 4 (1923) ähnlich dem Stephens Foursome mit „Helm“-Kotflügeln, Trittstufen und Drahtspeichenrädern.
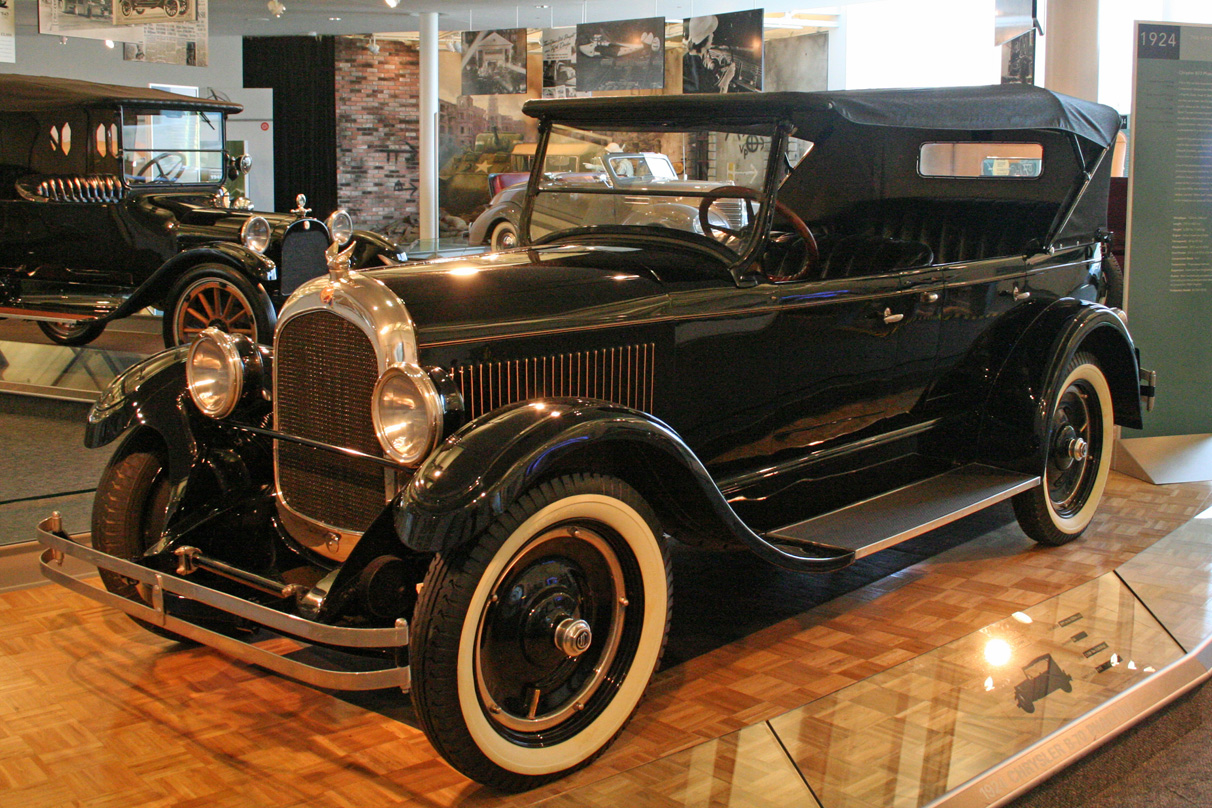
Erfolgsmodell: Chrysler B-70 Touring (1924)

| Marke          | Modell             | Karosserie              | Zyl.         | Leistung bhp | Listenpreis                | Bemerkung                              |
| -------------- | ------------------ | ----------------------- | ------------ | ------------ | -------------------------- | -------------------------------------- |
| Ace            | Ace Six Model H    | Touring                 | R6           | 68           | US$ 2050                   | Preis 1921                             |
| Ace            | Ace Scout Modell L | Touring                 | R6           | 59           | US$ 2260                   | Preis 1922                             |
| Buick          | Six Series 40      | Touring, 5-pl.          | R6           | 60           | US$ 1795                   |                                        |
| Buick          | Six Series K       | K-49 4dr Touring, 7-pl. | R6           | 60 (NACC)    | US$ 1795                   |                                        |
| Cadillac       | Type 61            | Touring, 7-pl.          | V8           | 80           | US$ 3940 US$ 3150 US$ 2885 | Preisreduktionen                       |
| Cole           | Aero Eight 890     | Touring, 7-pl.          | V8           | 80           | US$ 2485                   |                                        |
| Daniels        | Model C            | Touring                 | V8           | 72           | US$ 3750                   | Preis 1919                             |
| Daniels        | Model D            | Touring                 | V8           | 90           | US$ 2350                   | Preis 1921–1922                        |
| Franklin       | Model 9-B          | Touring, 5-pl.          | R6           |              | US$ 2750                   | Preis 1920; 1921: US$ 2600             |
| Handley-Knight | Model A            | Touring, 7-pl.          | R4, Schieber | 48           | US$ 2985                   | Preis 1920–1921                        |
| HCS            | Series IV, Model 4 | Touring, 5-pl.          | R4           | 52           | US$ 2200                   | Preis 1923–1924                        |
| H.C.S.         | Series VI, Model 6 | Touring                 | R6           | 80           | US$ 2650                   | Preis 1923–1924                        |
| Jordan         | Four               | Touring, 4/7-pl.        | R4           |              | US$ 1995                   | Preis 1918                             |
| Jordan         | Model M            | Playboy Phaeton 4-pl.   | R6           | 56           | US$ 2095                   | auch Touring zum gleichen Preis (1922) |
| Packard        | Single Six         | Touring, 5-pl.          | R6           | 52           | US$ 2485                   |                                        |
| Packard        | Twin Six Series 3  | Touring, 5-pl.          | V12          | 90           | US$ 3835                   |                                        |
| Reo            | T-6                | Touring, 5-pl.          | R6           | 50           | US$ 1650                   |                                        |
| Revere         | Model C            | Touring, 4-pl.          | R4           | 100          | US$ 4650                   | Preis 1921                             |

### Werbung
Erste Markenslogans (für den Six) waren The Car with a Punch („Das Auto mit Kraft“) und Best by Test. Nach der Einführung der Modellbezeichnung Salient Six wurde vermehrt auf den Begriff Salient („offensichtlich“, „naheliegend“) eingegangen, etwa mit Salient in Value – Salient in Service. (Serie 70), oder Salient beauty that catches the attention at once. (Serie 80). Anscheinend war man sich nicht ganz sicher, ob der Begriff auch richtig verstanden würde, denn gelegentlich wurde in Anzeigen sogar der Webster zitiert, ein in den USA sehr bekanntes Wörterbuch: That is Salient which is strikingly manifest or which catches the attention at once. (Salient ist, was offensichtlich vorhanden ist oder sofort die Aufmerksamkeit auf sich zieht"). In der Broschüre für Series 90 wurde geworben mit: Power – Beauty – Economy – Reliability („Kraft – Schönheit – Sparsamkeit – Zuverlässigkeit“).
Mit der Einführung der beiden Six Series 10 und 20 wurde der Ton direkter. Es sollte jetzt vermittelt werden, dass es neu zwei Modelllinien gab und dass Stephens wieder preiswerter zu haben waren: Seven New Stephens Body Types. $1295 now Price of Touring car for Five. oder Announcing a New Line of Motor Cars at lower Prices.
Stephens wurden auch an US-amerikanischen Automobilausstellungen gezeigt, so an den damals noch im Herbst stattfindenden New York Automobile Show, in Philadelphia und in Chicago.

## Technik
Obwohl viele Komponenten eigens für Stephens hergestellt wurden, galt das Fahrzeug in der öffentlichen Wahrnehmung als Assembled vehicle, das heißt ein Auto, das aus zugekauften Komponenten zusammengestellt wurde. Solche Marken gab es zu Dutzenden; kaum eine hielt sich längere Zeit und ihre Produkte (auch LKW oder Traktoren) wurden oft als von minderer Qualität gesehen. Dies oft zu Unrecht, wie etwa Argonne, Biddle, Cole, Daniels, Handley-Knight, Kenworthy, Meteor, Revere, Richelieu oder Roamer belegen.
Auch der Stephens war sehr seriös konstruiert und wurde solide gebaut. Technisch war er unauffällig, seine Sechszylindermotoren mit 55, 57 und später 59 bhp waren leistungsmäßig Klassenstandard. Interessant war der obengesteuerte Motor des Salient Six. Nur wenige unabhängige Hersteller von Assembled cars in diesem Preissegment (etwa der Ace oder der Handley-Knight) konnten überdies mit ähnlich aufwendig gearbeiteten Karosserien aufwarten.
Zwischen 1916 (Modelljahr 1917) und 1924 entstanden die folgenden Modelle:
- 1916/1917: Stephens Six Series 60 (Motor Continental)
- 1918/1919: Stephens Salient Six Series 70
- 1920–1921: Stephens Salient Six Series 80
- 1922: Stephens Salient Six Series 90
- 1923: Stephens Six Series 10
- 1923: Stephens Six Series 20
- 1924: Stephens 6-20 Series 20

### Motor
Der wassergekühlte Sechszylindermotor wurde zunächst von Continental zugekauft. Es handelte sich dabei um einen konventionellen, seitengesteuerten Reihenmotor des Typs 7-W, wie er etwa auch von Abbott, Anderson, Columbia, Davis oder Elcar verwendet wurde. Der 7-W hat 224,0 in³ (3670 cm³) Hubraum aus 3¼ Zoll Bohrung und 4½ Zoll Hub. Dieser Motor leistete 55 bhp (41 kW) bei 2400/min. und wurde bis Juli 1917 verwendet. Danach stellte Stephens um auf einen fortschrittlicheren Antrieb. Weil die Root & Vandervoort Engineering Company (R & V) bereits die meisten Motoren für die landwirtschaftlichen Geräte der Moline Plow Company lieferte, war dieser erfahrene Motorenbauer auch für Stephens eine natürliche Wahl. 1920 übernahm ihn Moline Plow.
Der R & V Sechszylinder war obengesteuert und hatte die gleichen Dimensionen wie der Continental 7-W. Auch er hatte eine dreifach gelagerte Kurbelwelle. Die Leistung wird vom Werk mit 57 bhp bei 2600 und ab 1922 mit 59 bhp bei 2750/min angegeben. Das N.A.C.C.-Rating ergab 25,3 PS. 1920 änderte Stephens die Leistungsangaben seiner Fahrzeuge. Daraus resultierte eine nominelle Korrektur von 25,35 PS gemäß N.A.C.C. auf realistischere 57 bhp, ohne dass am Motor Änderungen vorgenommen worden wären. Der Zylinderkopf war abnehmbar.
Der Fedders-Wasserkühler war Bestandteil der Thermosiphonkühlung. Zusätzlich gab es einen Oakes-Lüfter mit kugelgelagertem Ventilator. Stephens verwendete sowohl Tillotson- wie auch Stromberg-Fallstromvergaser, gespiesen mittels Stewart Vakuum-Benzinförderung. Die dem Motor zugeführte Luft wurde zuvor durch Kanäle im Zylinderkopf geleitet, in denen sie von den Auspuffgasen erhitzt wurde. Der Hersteller meinte, dass so auch schlechte Treibstoffe „geknackt“ und optimal verbrannt würden. Um eine Überhitzung des Motors zu vermeiden, wurde der Vorgang durch eigene, am Wasserkreislauf angeschlossene Kühlkanäle kontrolliert.
Die elektrische 6-Volt-Anlage wurde von einer U.S.L.-Batterie mit 113 Ah betrieben. Zündung, Anlasser und Beleuchtung lieferte zunächst Delco ebenso wie die halbautomatische Zündverstellung, die mit einem Schieberegler am Lenkrad betätigt wurde. Zeitweilig wurden aber auch Connecticut- und AutoLite-Zündungsanlagen verwendet.
Das auf die Zylinderbohrung abgestellte N.A.C.C.-Rating ergibt für beide Motorentypen einen Wert von 25,3 PS, was in Großbritannien auch dem anzuwendenden Ansatz für Steuer-PS entspricht; über die tatsächliche Motorenleistung sagt dieser Wert nichts aus.

### Kraftübertragung
Das Dreiganggetriebe mit Rückwärtsgang ließ Stephens nach eigenen Plänen anfertigen. Als Besonderheit wurde eine kugelgelagerte Ausgangswelle erwähnt. Die Trockenscheibenkupplung mit 10 Zoll Durchmesser wurde von Borg & Beck bezogen. Das Fahrzeug hatte Kardanantrieb, die Übersetzung an der Timken-Hinterachse mit spiralverzahntem Kegel- und Tellerrad am Differential war 4,45:1.

### Fahrgestell und Aufhängung
Das Fahrgestell bestand aus einem konventionellen Preßstahl-Leiterrahmen mit fünf Traversen und je einem Torsion tube vorn und hinten, das heißt Traversen in Form von Rundrohren an den Chassisenden. Es gab zeittypisch Starrachsen vorn und hinten, die an Blattfedern hingen. Diese wurden zumindest zeitweise von Mather bezogen. Die Lenkung lieferte Gemmer, gebremst wurde über Trommeln an der Hinterachse.
Der Radstand änderte mehrfach:
- 115 Zoll (2921 mm): Six Series 60, 1916–1917[47]
- 118 Zoll (2997 mm): Salient Six Series 70, 1918–1919[53]
- 122 Zoll (3099 mm): Salient Six Series 80 und 90, 1920–1922[54][55]
- 117 Zoll (2972 mm): Salient Six Series 10, 1923[56]
- 124 Zoll (3150 mm): Six und 6-20 Series 20, 19123–1924[57]

Die meisten Stephens erhielten Holzspeichen-Artillerieräder der Dimension 32 × 4½ Zoll mit abnehmbarem Radkranz von Stanweld und Fisk Cord-Reifen. Für den Six Series 60 (1916–1917) und Six Series 10 (1923) ist die Dimension 32 × 4 Zoll belegt. Einige Roadster und Phaeton (genannt „Victoria“, „Sport“ oder „Foursome“) wurden wahlweise mit Houk-Drahtspeichenrädern oder neuartigen Vollscheibenrädern ausgeliefert; zumindest erstere scheinen aber optional auch für andere Modelle lieferbar gewesen zu sein, wie entsprechende Werksbilder nahelegen.
Fertiggestellte Chassis erhielten einen Notsitz und wurden ausgiebig getestet, ehe sie mit ihrer Karosserie verbunden wurden. Diese Probefahrten fanden auf öffentlichen Straßen in der Umgebung des Werks statt,  weil es kein eigenes Testgelände gab, ein damals bei vielen Herstellern übliches Verfahren.
Die 115 Zoll Radstand des Six erwiesen sich als zu kurz, um vom Markt akzeptiert zu werden. Danach wuchs die Länge des Stephens mit jeder Serie; selbst der kleinste, Six Series 10, blieb oberhalb dieser Marke. Hier ergibt sich eine Parallele zum viel bekannteren Packard Single Six, der sich ebenfalls erst nach Einführung eines längeren Radstands zufriedenstellend verkaufte.

### Karosserie
Eine Besonderheit war die Karosserie. Sie wurde nach den Prinzipien des Individual-Karosseriebaus bei Stephens selber in aufwendiger Handarbeit hergestellt, kann also als Semi-Custom bezeichnet werden. Der Unterschied zum Full Custom besteht einzig darin, dass der Entwurf bei letzterem im Kaufpreis inbegriffen ist; der Karossier kann ihn also nur für diesen einen Auftrag verwenden. Beim Semi-Custom verbleiben die Pläne und Rechte beim Auftragnehmer, der davon so viele Kopien anfertigt, wie er verkaufen kann. Diese sind in technischer und handwerklicher Ausführung gleich; bezüglich Materialwahl und Farbgestaltung konnte der Kunde natürlich auch hier Wünsche anbringen.
Moline Plow hatte viel Erfahrung im Kutschenbau, dessen Methoden mit dem frühen Karosseriebau eng verwandt sind. Die Produktionsanlagen wurden der Henney Motor Company abgekauft; bei diesem Wechsel Anfang 1916 kamen viele Fachkräfte von Henney zu Moline Plow, sodass eine qualitativ hochwertige Ausführung gewährleistet war.
Die Karosseriestruktur bestand aus gut gelagertem, mit Eisenelenten verstärktem Hartholz und wurde mit Stahlblech beplankt. Die Blechteile wurden von Hand getrieben.
Mit den Modelljahren wechselten auch die angebotenen Karosserievarianten. Praktisch durchgehend (außer 1919) erhältlich war einzig der Touring, oft in bis zu vier verschiedenen Versionen. Ab 1919 erhielt jede Baureihe mindestens einen Sedan. Von Phaeton und Roadster gab es zeitweilig (sicher ab Series 90) besonders sportlich aussehende Versionen mit „Helm“-Kotflügeln, gusseisernen und vernickelten Trittstufen statt durchgehenden Trittbrettern und Drahtspeichenrädern der damals beliebten Marke Houk; sie waren komplett abnehmbar.

#### Übersicht über Karosserievarianten
| Modell                       | Roadster     | Touring      | Foursome Victoria | Coupé   | Coach   | Sedan (4-türig) |
| ---------------------------- | ------------ | ------------ | ----------------- | ------- | ------- | --------------- |
| Six Series 60 (1917)         | $1050–1185.- | $1050–1185.- | -                 | -       | -       | -               |
| Salient Six Series 70 (1918) | $1485.-      | -            | -                 | -       | -       | -               |
| Salient Six Series 70 (1919) | -            | $1675–1775.- | $1975.-           | -       | -       | $1985.-         |
| Salient Six Series 80 (1920) | $1975.- (2)  | $2050.-      | -                 | $3050.- | -       | $3050.-         |
| Salient Six Series 80 (1921) | $2400.-      | $2400.- (2)  | -                 | -       | -       | $3400.-         |
| Salient Six Series 90 (1922) | $1800–1900.- | $1850.- (2)  | 1950.-            | -       | ?       | $3400.- (2?)    |
| Six Series 10 (1923)         | $1345.-      | $1295.-      | -                 | -       | $1595.- | $1950.-         |
| Six Series 20 (1923)         | -            | $1685.-      | $1985.- („Sport“) | -       | -       | $2385.-         |
| 6-20 Series 20 (1924)        | -            | $1585.-      | $1750.- („Sport“) | -       | -       | $2250.-         |

#### Lackierung
Die Lackierung war – nicht nur wegen der verfügbaren Technik – sehr aufwendig. Der Lack wurde in 21 Schichten aufgesprüht. Nach jedem Lackiervorgan musste die Farbe trocknen, danach wurde sie angeschliffen und die nächste Schicht aufgetragen. Die Applikation erfolgte abwechselnd horizontal und vertikal, was sorgfältig protokolliert wurde. Diese Arbeitsweise erforderte viel Platz in vor Witterung, Staub, Insekten und anderem Fremdeinfluss geschützten Hallen. Der Lack selber wurde in Freeport nach einer geheimen Rezeptur angefertigt, die von anderen Herstellern nicht reproduziert werden konnte. Der Lackiervorgang für ein Fahrzeug dauerte 30 Tage.

### Ausstattung
Zur umfangreichen Grundausstattung gehörte eine Saal-Zentralchassisschmierung, ein Stewart-Tacho bis 75 mph (120 km/h), eine elektrische Hupe, Lufteinlässe vor der Windschutzscheibe, ein Getriebeschloss als Diebstahlsicherung, ein Boyce-Motometer und eine Kellogg-Reifenpumpe.
Zumindest in der Werbung erscheinen Stephens-Automobile mit Houk-Drahtspeichenrädern, sodass von einer diesbezüglichen Option ausgegangen werden kann. Bei manchen besonders sportlichen Modellen waren sie oder alternativ Vollscheibenräder Serienausstattung.

## Modellübersicht
| Modell                | Bauzeit   | Motor              | Hubraum in³/cm³ | Leistung bhp/kW /min | Radstand in/mm | Karosserie                                           | Listenpreise US$ |
| --------------------- | --------- | ------------------ | --------------- | -------------------- | -------------- | ---------------------------------------------------- | ---------------- |
| Six Series 60         | 1916–1917 | R6 sv, Continental | 224,0 / 3670    | 55/41,0 bei 2400     | 115 / 2921     | Roadster Touring                                     | 1150             |
| Salient Six Series 70 | 1918–1919 | R6 ohv, R & V      | 224,0 / 3670    | 57/42,5 bei 2600     | 118 / 2997     | Roadster (1918) Touring Victoria (1919) Sedan (1918) | 1485–1975        |
| Salient Six Series 80 | 1920–1921 | R6 ohv, R & V      | 224,0 / 3670    | 57/42,5 bei 2600     | 122 / 3099     | Roadster Touring Victoria Coupé (1920) Sedan         | 1800–3050        |
| Salient Six Series 90 | 1922      | R6 ohv, R & V      | 224,0 / 3670    | 57/42,5 bei 2600     | 122 / 3099     | Roadster Touring Victoria Sedan                      | 1800–3400        |
| Six Series 10         | 1923      | R6 ohv, R & V      | 224,0 / 3670    | 59/44,0 bei 2750     | 117 / 2972     | Roadster Touring Coach (?) Sedan                     | 1295–1950        |
| Six Series 20         | 1923      | R6 ohv, R & V      | 224,0 / 3670    | 59/44,0 bei 2750     | 124 / 3150     | Touring Sport / Foursome Sedan                       | 1685–2385        |
| 6-20Six Series 20     | 1924      | R6 ohv, R & V      | 224,0 / 3670    | 59/44,0 bei 2750     | 124 / 3150     | Touring Sport / Foursome Sedan                       | 1585–2250        |

Ein Modell 93 Sedan wurde in der Verkaufsbroschüre zum Salient Six Series 90 angekündigt, erscheint aber nicht in der Modellliste im Standard Catalogue of American Cars 1805–1942.
Ebenso ist ein „Touring Sedan for five“ in einer Anzeige vom Februar 1923 für die Serie 10 angekündigt und in einer anderen abgebildet mit Preisangabe (US$ 1595.-), ohne dass er in der Fachliteratur Erwähnung findet. Offensichtlich bezeichnete der Hersteller mit „Touring Sedan“ eine Coach.
Die Bezeichnung Foursome für das Sport-Phaeton ist sicher belegt ab Series 20 (1923).

## Produktionszahlen
| Modelljahr | Stückzahl |
| ---------- | --------- |
| 1917       | 1.337     |
| 1918       | 1.867     |
| 1919       | 2.193     |
| 1920       | 3.780     |
| 1921       | 3.536     |
| 1922       | 2.064     |
| 1923       | 3.156     |
| 1924       | 1.213     |
| Total      | 19.146    |

Die nebenstehenden Produktionszahlen nach Modelljahr beruhen auf Angaben der Automobilhistoriker Beverly Rae Kimes und Henry Austin Clark, jr. im Standard Catalogue of American Cars 1805–1942. Demnach wären 1.337 Six und 17.809 Salient Six (inklusive Six Series 10 und 20) hergestellt worden. 1917 enthält demnach die im Vorjahr fertiggestellten Six; 1924 endete die Produktion bereits Mitte Kalenderjahr.
Es gibt auch Schätzungen, die von insgesamt 25.000 bis 35.000 Einheiten ausgehen.

## Verbrauchswettbewerbe und Gleichmäßigkeitsfahrten
Stephens beteiligte sich nicht am Rennsport, jedoch schnitt die Marke an Verbrauchswettbewerben oft sehr gut ab und verwertete diese Ergebnisse in ihren Anzeigen und Broschüren. Insbesondere wurde 1922 in Verkaufsunterlagen herausgestellt, dass Stephens-Automobile an sieben Sparsamkeitsprüfungen teilgenommen und fünf davon gewonnen hätten. Der Verbrauch hätte dabei zwischen 19 und 24 Meilen pro Gallone (MPG) entsprechend 9,8 bis 12,4 l/100 km gelegen. Hinweise auf gute Ergebnisse an Verbrauchs- und Zuverlässigkeitsfahrten finden sich auch in Anzeigen.

## Stephens heute
Die Marke Stephens ist heute fast vergessen. In Europa sind drei Salient Six bekannt, je ein Roadster in Frankreich und der Schweiz sowie ein Touring in Schweden. Weitere Exemplare existieren natürlich in den USA. Es gibt ein Stephens Owner Register.